# جيريمي بولت
جيريمي بولت (بالإنجليزية: Jeremy Bolt)‏ هو منتج أفلام بريطاني، ولد في 1965 في كامبالا في أوغندا.

## وصلات خارجية
- جيريمي بولت على موقع IMDb (الإنجليزية)
- جيريمي بولت على موقع بوكس أوفيس موجو (الإنجليزية)
- جيريمي بولت على موقع قاعدة بيانات الفيلم (الإنجليزية)